# بروس براون
بروس براون (بالإنجليزية: Bruce Brown)‏ هو متركمج ومخرج أمريكي، ولد في 1 ديسمبر 1937 في سان فرانسيسكو في الولايات المتحدة، وتوفي في 10 ديسمبر 2017 في سانتا باربارا في الولايات المتحدة.

## وصلات خارجية
- بروس براون على موقع EncyclopediaOfSurfing.com (الإنجليزية)
- بروس براون على موقع IMDb (الإنجليزية)
- بروس براون على موقع ألو سيني (الفرنسية)
- بروس براون على موقع أول موفي (الإنجليزية)
- بروس براون على موقع قاعدة بيانات الأفلام السويدية (السويدية)
- بروس براون على موقع ديسكوغز (الإنجليزية)
- بروس براون على موقع قاعدة بيانات الفيلم (الإنجليزية)
- بروس براون على موقع كينوبويسك (الروسية)